# Guszczewina
Guszczewina (białorus. Гушчэвіна) – wieś w Polsce, położona w województwie podlaskim, w powiecie hajnowskim, w gminie Narewka.
W latach 1975–1998 wieś administracyjnie należała do województwa białostockiego.

## Integralne części wsi
| SIMC    | Nazwa   | Rodzaj     |
| ------- | ------- | ---------- |
| 0036794 | Gruszki | przysiółek |

## Historia
Według Pierwszego Powszechnego Spisu Ludności z 1921 roku miejscowość zamieszkiwana była przez 174 osoby (79 mężczyzn i 95 kobiet) w 33 domostwach. Zdecydowana większość mieszkańców, w liczbie 122 osób, zadeklarowała wyznanie prawosławne, co stanowiło ponad 70% wszystkich mieszkańców Guszczewiny, zaś pozostałe 52 osoby (czyli niespełna 30%) zgłosiły wyznanie rzymskokatolickie. Jednocześnie wszyscy mieszkańcy miejscowości podali polską przynależność narodową. W owym czasie miejscowość nosiła nazwę Huszczewina i znajdowała się w gminie Masiewo powiatu Białowieża. Należy jednakże zaznaczyć, że rzetelność przytoczonych wyników spisu powszechnego z 1921 r. jest kwestionowana przez współczesnych badaczy, zwłaszcza w dziedzinie statystyki narodowościowej. W sposób szczególny odnosi się to do wsi Guszczewina, która zamieszkiwana była w znacznej mierze przez ludność białoruską, czego wspomniany spis w ogóle nie odzwierciedla.
Historyczna nazwa wsi, pochodząca z języka białoruskiego, to Huszczewina. Współczesna nazwa miejscowości, Guszczewina, jest spolonizowaną odmianą jej historycznego nazewnictwa.
31 sierpnia 1941, w ramach akcji tzw. „oczyszczania Puszczy Białowieskiej” inspirowanej przez Hermanna Göringa, hitlerowcy wysiedlili mieszkańców Guszczewiny do Zabłudowa, zrabowali inwentarz żywy i martwy a wieś liczącą 40 gospodarstw zrównali z ziemią. Przyczyną pacyfikacji wsi było podejrzenie współpracy z partyzantami.

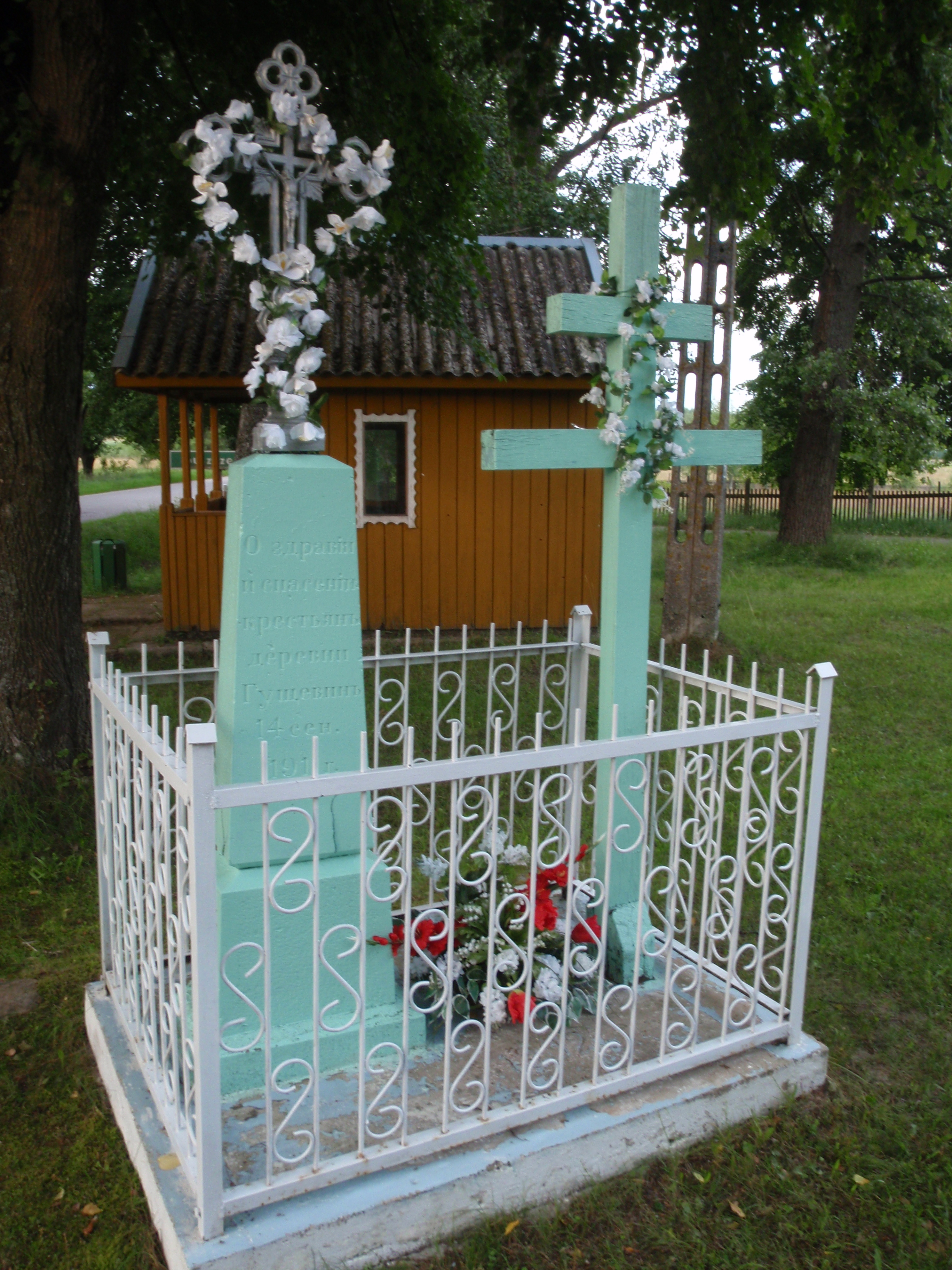
Prawosławne krzyże wotywne pochodzące z początków XX w. z cyrylicznymi inskrypcjami koło przystanku autobusowego przy wjeździe od strony Olchówki

## Urodzeni w Guszczewinie
- Szymon (Romańczuk) – prawosławny arcybiskup diecezji łódzko-poznańskiej
- Danuta Siedzikówna – sanitariuszka AK ps. Inka

## Inne
Współcześnie wieś posiada charakter dwuwyznaniowy. Prawosławni mieszkańcy wsi należą do parafii pw. św. Mikołaja Cudotwórcy w pobliskiej Narewce, zaś rzymskokatoliccy do parafii pw. św. Jana Chrzciciela również znajdującej się w Narewce.
W codziennych kontaktach mieszkańcy wsi i jej okolic posługują się gwarą białoruską. Jednakże wśród młodzieży, szczególnie wyznania katolickiego, zauważa się trend odchodzenia od rodzimej mowy na rzecz literackiego języka polskiego.